# Paillaeco
Paillaeco (... – 1592) è stato un toqui Mapuche eletto nel 1592, in seguito alla morte di Quintuguenu.

## Biografia
Sapeva che le forze a sua disposizione non erano sufficienti per sconfiggere gli spagnoli in campo aperto, e così decise di tendergli un'imboscata. Gli spagnoli riuscirono però a difendersi distruggendo gli uomini di Paillaeco, ed uccidendolo. Il suo successore fu Paillamachu, eletto anch'egli nel 1592. 